# شاه‌میگوی صخره‌ای
شاه‌میگوی صخره‌ای (نام علمی: Panulirus homarus) نام یک گونه از تیره شاه‌میگوی تیغی است.